# لويس بلانجر
لويس بلانجر هو كاتب سيناريو ومخرج وممثل كندي، ولد في 1964 في كندا.

## وصلات خارجية
- لويس بلانجر على موقع IMDb (الإنجليزية)
- لويس بلانجر على موقع ألو سيني (الفرنسية)
- لويس بلانجر على موقع أول موفي (الإنجليزية)
- لويس بلانجر على موقع قاعدة بيانات الفيلم (الإنجليزية)
- لويس بلانجر على موقع كينوبويسك (الروسية)